# Associação Atlética de Avanca
A Associação Atlética de Avanca é um clube português, localizado na localizada na Vila de Avanca, Município de Estarreja. Fundada a 1937, a Associação Atlética de Avanca tem sido nos últimos anos uma das grandes referências distritais no que toca ao futebol de formação.

## História
Em 1925, os irmãos Abreu Freire, naturais de Avanca e estudantes na cidade do Porto, foram portadores da primeira bola de “Foot-Ball” para a sua Terra.
Após anos de pratica do “Foot-Ball” em terras de cultivo durante as férias, e mais tarde com o entusiasmo de operários chegados à empresa de lacticínios adquirida pela Nestlé, fundou-se a “Atlética” em 1937.
Apesar de integrar em vários campeonatos promovidos pela Ass. Futebol de Aveiro por duas vezes a Atlética suspendeu a atividade: uma das vezes por falta de atletas, mobilizados para a Segunda Guerra Mundial, e a outra por dificuldades económicas.
Na época de 2005/06, 69 anos depois da sua fundação, a Atlética consegue a promoção à 2ª Divisão Nacional, atual Campeonato de Portugal (liga), o patamar máximo atingido.

## Parque Desportivo da Associação Atlética
O Parque Desportivo da Associação Atlética foi inaugurado no início do Século XXI, dando assim uma nova casa à Atlética depois de vários anos a utilizar o antigo Campo da Fontela.
Alberga todos os escalões da Associação Atlética de Avanca, desde a sua escola de formação O Atlético até aos veteranos.
O complexo é constituído pela sede social do clube, por três campos de futebol (um relvado, um sintético - recentemente requalificado , e um pelado) e ainda por uma pista de radiomodelismo.

### Equipas Profissionais
Desde a sua inauguração, e aquando da presença do Sport Clube Beira-Mar nas divisões profissionais, o Parque Desportivo da Associação Atlética de Avanca foi utilizado como local de estágio desta equipa.
Para além do Beira-Mar também estagiaram em Avanca, em 2006, as Seleções Sub-21 de Portugal e da Países Baixos, sagrando-se a segunda Campeã do Campeonato Europeu de Futebol Sub-21 de 2006, que se realizou em Portugal.